# Бертольд, Арнольд Адольф
Арнольд Адольф Бертольд (Arnold Adolf Berthold, 26 февраля 1803, Зост — 3 января 1863, Гёттинген) — немецкий физиолог и зоолог.

## Биография
Арнольд Адольф Бертольд родился 26 февраля 1803 года в Зосте.
Был профессором университета в Гёттингене. В 1829 году избран членом Леопольдины. Его эксперименты, проведённые в 1849 году, показавшие, что кастрация цыплят мужского пола предотвращает их развитие в петухов, сделали его пионером эндокринологии.
В честь учёного Немецкое общество эндокринологии (Deutsche Gesellschaft für Endokrinologie) ежегодно с 1980 года вручает медаль имени Бертольда.

## Сочинения
- Pierre André Latreille: Natürliche Familien des Thierreichs / Aus dem Französischen. Mit Anmerkungen und Zusätzen von A. A. Berthold. Weimar 1827. doi:10.5962/bhl.title.11652
- Das Aufrechterscheinen der Gesichtsobjecte trotz des umgekehrtstehenden Bildes derselben auf der Netzhaut des Auges. Göttingen 1830.
- Lehrbuch der Physiologie der Menschen und der Thiere. Zweite Auflage. Göttingen 1837.
- Robert Bunsen, Arnold Adolph Berthold: Eisenoxydhydrat, das Gegengift des weissen Arseniks oder der arsenigen Säure. 2. Aufl. Göttingen 1837.
- Ueber verschiedene neue oder seltene Amphibienarten. Göttingen: In der Dieterichschen Buchhandlung, 1842. doi:10.5962/bhl.title.5510
- Lehrbuch der Zoologie. Göttingen 1845.
- Über verschiedene neue oder selten Reptilien aus Neu-Granada. Dieterischsche Buchhandlung, Göttingen 1846 doi:10.5962/bhl.title.5485